# United Kennel Club
United Kennel Club (UKC) blev grundlagt i 1898 i USA og er en af USA's kennelklubber, men er ikke tilsluttet FCI. Klubben har sit eget system og sine egne standarder for de racer den anerkender, som pr. 2005 var i overkant af 300 forskellige. De har i snit ca. 250.000 registreringer i året, og udgiver i tillæg 3 forskellige tidsskrifter. Klubben fordeler racerne i 8 grupper. 

## Grupper
1. Companion breeds
2. Guardian dogs
3. Gun dogs
4. Herding dogs
5. Northern breeds
6. Scenthounds
7. Sighthounds and Pariahs
8. Terriers

## Ekstern henvisning
- United Kennel Club Arkiveret 2. september 2011 hos  Wayback Machine